# Sentit (percepció)
|  | «Sentit» redirigeix aquí. Vegeu-ne altres significats a «Sentit (desambiguació)». |

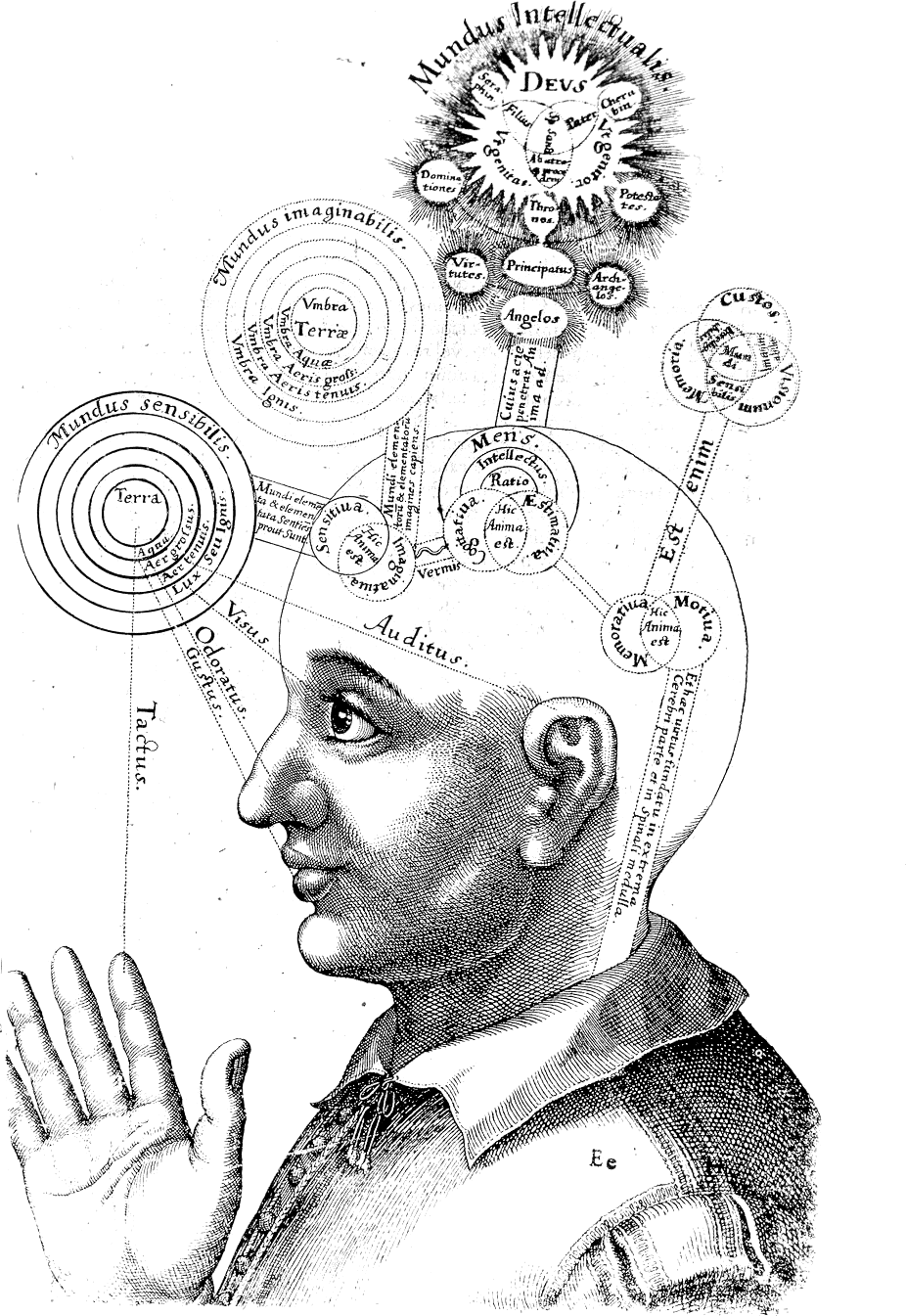
Esquema dels sentits humans fet l'any 1619

Els sentits són les funcions fisiològiques per les quals els éssers vius perceben l'estat del seu propi cos, del seu entorn i les seves característiques. Són els equivalents biològics als sensors de les màquines per a introduir-les-hi els inputs.
Els animals tenen òrgans especialitzats per a aquestes funcions. Alguns poden ser, per exemple, l'electrorecepció o capacitat de detectar camps elèctrics (present en els ocells), la magnetorecepció o capacitat de detectar camps magnètics (present en els taurons) i l'ecolocació (radar) o capacitat d'orientar-se i desplaçar-se tot emetent sons, i rebent-ne i interpretant-ne l'eco (com poden fer els ratpenats).
En el cas particular dels humans, s'hi reconeix tradicionalment cinc sentits tal com els va definir Aristòtil: la vista (als ulls), l'oïda (a l'orella mitjana i interna, després de la recepció sonora mitjançant l'orella externa), l'olfacte (a la pituïtària, al final dels conductes nasals), el gust (a la llengua) i el tacte (als terminals nerviosos de la pell, sobre els quals uns valors extrems d'estimulació poden produir dolor o pruïja), però se'n reconeixen molts més. El número està en discussió, de 9 a més de 20, i inclouen també la termorecepció, que percep la temperatura dels cossos, l'equilibri. Els cinc sentits tradicionals són els exteroreceptors, els que ens permeten connectar, informar-nos o interaccionar amb el medi exterior. A més es poden identificar els interoceptors, que permeten conèixer el nostre interior. En aquest darrer es trobaria la interocepció pròpiament dita, la propiorecepció, que fa referència a consciència del nostre propi cos amb les diferents parts i que permet situar-se al món físic, la nocicepció, el sentit que percep el dolor a través de la pell, els òrgans i les articulacions. En cadascun d'aquests grans blocs hi ha sentits que ens ajuden a prendre decisions a través de la informació que ens proporcionen. La versatilitat del cervell humà ens permet notar objectes físics sense veure'ls o tenir percepció del temps.
Els sentits utilitzats per organismes no humans són encara més grans en varietat i nombre. Durant la sensació, els òrgans dels sentits recullen diversos estímuls (com ara un so o una olor) per a transducció, és a dir, transformació en una forma que el cervell pugui entendre. La sensació i la percepció són fonamentals per a gairebé tots els aspectes de la cognició, el comportament i el pensament d'un organisme.

## Sistemes orgànics associats als sentits
Els òrgans sensorials són òrgans que senten i transdueixen estímuls. Els humans tenen diversos òrgans sensorials (és a dir, ulls, orelles, pell, nas i boca) que corresponen a un sistema visual (sentit de la visió), sistema auditiu (sentit de l'oïda), sistema somatosensorial (sentit del tacte), sistema olfactiu (sentit de l'olfacte) i sistema gustatiu (sentit del gust). Aquests sistemes, al seu torn, contribueixen a la vista, l'oïda, el tacte, l'olfacte i la capacitat de sentir el sabor. La sensació interna, o interocepció, detecta estímuls d'òrgans i teixits interns. Existeixen molts sistemes sensorials i perceptius interns en humans, inclòs el sistema vestibular (sentit de l'equilibri) detectat per l'orella interna i que proporciona la percepció de l'orientació espacial; propiocepció (posició del cos); i nocicepció (dolor). Altres sistemes sensorials interns basats en quimiocepció i osmorecepció donen lloc a diverses percepcions, com ara gana, set, asfíxia i nàusees, o diferents comportaments involuntaris, com ara vòmits.
Els animals no humans experimenten sensació i percepció, amb diferents nivells de semblança i diferència amb els humans i altres espècies animals. Per exemple, altres mamífers en general tenen un olfacte més fort que els humans. Algunes espècies animals no tenen un o més anàlegs del sistema sensorial humà i algunes tenen sistemes sensorials que no es troben en humans, mentre que altres processen i interpreten la mateixa informació sensorial de maneres molt diferents. Per exemple, alguns animals són capaços de detectar camps elèctrics i camps magnètics, vapor d'aigua, o llum polaritzada. Altres senten i perceben a través de sistemes alternatius com ara l'ecolocalització. Diversos estudis han confirmat la presència de magnetita al cap i al coll d'ocells migratoris i també en peixos, que els serveix per orientar-se. La magnetita és un mineral format per òxid de ferro i els cristalls que tenen els animals migratoris, connectats al sistema nerviós, fan les funcions de sensors per poder-se orientar i seguir les seves rutes migratòries.

## Sensació vegetal
La investigació botànica ha revelat que les plantes són capaces de reaccionar a una àmplia gamma d'estímuls, inclosos els químics, la gravetat, la llum, la humitat, infeccions, temperatura, oxigen i concentracions de diòxid de carboni, infestació de paràsits, malaltia, alteració física, so, i contacte físic. L'estudi científic de la percepció de les plantes és objecte de nombroses disciplines, com ara la fisiologia vegetal, l'ecologia i la biologia molecular. La capacitat d'executar determinats moviments per part de les plantes els permet executar funcions com l'absorció d'aigua i nutrients i optimitzar l'exposició a la llum. Es tracta de moviments deguts a un estímul extern, com el fototropisme o creixement cap a la llum i el geotropisme o creixement a causa de la força de la gravetat.

## Sensació i percepció artificial
La teoria recent suggereix que els agents articials com els robots poden detectar i interpretar la informació ambiental de manera anàloga a la dels animals. Els ordinadors accepten i responen al seu entorn mitjançant el maquinari. Fins fa poc, l'entrada es limitava a un teclat, un joystick o un ratolí, però els avenços tecnològics, tant en maquinari com en programari, han permès als ordinadors captar entrades sensorials d'una manera similar a la dels humans.

## Sisè sentit
Col·loquialment es parla del "sisè sentit" com a sinònim d'intuïció, si bé no es pot considerar un sentit perquè no correspon a cap òrgan. La intuïció sorgeix de la integració ràpida i no raonada de dades incompletes que el cervell completa d'una forma preconscient a partir d'experiències prèvies. També es considera crucial per a la capacitat creativa.
En Ramon Llull va considerar que el sisè sentit era la facultat per la qual es conceptualitzaven i s'anomenaven els éssers que eren percebuts per tots els altres sentits. D'aquesta facultat en va dir "afat".

## Sentit comú
El concepte sentit comú és pot entendre com a complement sensorial, el que Ferrater Mora en el seu Diccionari de Filosofia va qualificar com “la consciència del sentir”. Des d’una perspectiva sociològica el sentit comú es defineix “com un conjunt de principis, percepcions, expectatives, pràctiques i creences que són compartides pels membres d’una comunitat, i que es consideren immediats i autoevidents”.